# Vauvillers (Haute-Saône)
Vauvillers is een gemeente in het Franse departement Haute-Saône (regio Bourgogne-Franche-Comté) en telt 670 inwoners (2011). De plaats maakt deel uit van het arrondissement Lure.

## Geografie
De oppervlakte van Vauvillers bedraagt 9,5 km², de bevolkingsdichtheid is 70,5 inwoners per km².
De onderstaande kaart toont de ligging van Vauvillers (Haute-Saône) met de belangrijkste infrastructuur en aangrenzende gemeenten.

## Demografie
Onderstaande figuur toont het verloop van het inwonertal (bron: INSEE-tellingen).